# 辻よしなり ラジオグラフィティ
辻よしなり ラジオグラフィティ（つじよしなりラジオグラフィティ）は、文化放送で放送されていた平日のワイド番組。放送期間は2002年10月7日～2006年3月31日。最終回の前日である2006年3月30日には番組リスナーを招いて、公開生放送が行われた。

## 放送時間の変遷
1. 2002年10月7日 - 2003年3月 平日16:00 - 18:30（「ライオンズ エキスプレス」を内包。また、箱番組として「トヨタ ラジオジョークブック」を放送していた）
2. 2003年4月 - 2004年9月 平日16:00 - 17:40（「ライオンズナイター」開始。「ラジオジョークブック」の後番組「トヨタ 夕方は別の顔だ」の独立に伴い、時間枠短縮）
3. 2004年10月 - 2006年3月31日 平日16:00 - 17:50（トヨタ提供枠の廃止に伴い、時間枠拡大）

## パーソナリティ
- 辻よしなり（フリーアナウンサー、元テレビ朝日アナウンサー）
- 藤木千穂（文化放送アナウンサー（当時）、現・編成局編成部。藤木が新婚旅行で欠席した際には富永美樹が代行）

## タイムテーブル
- 16:00：オープニング
- 16:07：耳よりタブロイド（開始 - 2005年3月） → きょうの好奇心（2005年4月 - 終了）
- 16:29：ラジオショッピング
- 16:33：スポーツグラフィティ（開始 - 2003年3月） → 夜まで待てない よしなりマガジン きょうの袋とじ（開始 - 2005年3月） → きょうのイチオシ（2005年4月 - 終了）
- 17:00：ニュース・パレード（NRN系32局ネット）
- 17:13：DoCoMo モバイラーズクラブ
  - 「よしなり ○万円クイズ」

放送する毎日、番組サイトから1名にクイズに挑戦し、正解すれば1万円。但し、不正解の場合は、賞金が翌日に繰り越される。金曜のみ、木曜までに溜まった繰越し金が倍増される（もし、木曜に賞金が出た場合は2万円となる）。
- 17:23：サッポロ 乾杯タイム
- 17:26：東京オン・ザ・ロード
- 17:30：川中美幸 人・うた・心（NRN系33局ネット）
- 17:41：（2005年4月 - 終了）INAX サウンドオブマイスター〜東京散歩 ラジグライブニング
- 17:46：エンディング